# Orostachys aliciae
Orostachys aliciae är en fetbladsväxtart som först beskrevs av R.-hamet, och fick sitt nu gällande namn av Hideaki Ohba. Orostachys aliciae ingår i släktet Orostachys och familjen fetbladsväxter. Utöver nominatformen finns också underarten O. a. komarovii.